# Монадология

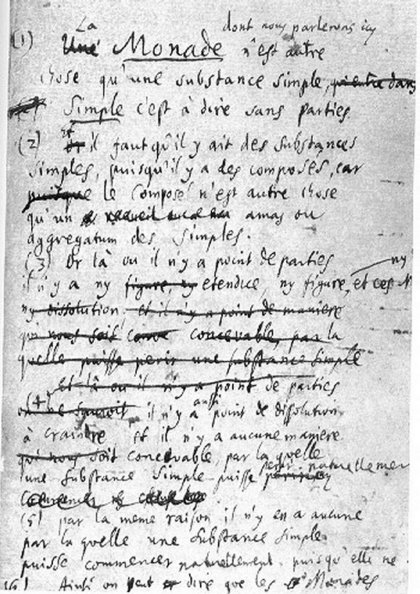
Первый лист работы «Монадология»

Монадоло́гия — работа Готфрида Лейбница 1714 года, повествующая о монадах (др.-греч. μονάς — единица, простая сущность) — простых субстанциях, не имеющих частей. Монадологию составляют 90 коротких абзацев, связанных логически.

## Основания
Рациональное обоснование, которое Лейбниц дал монадам в своих работах, состоит из следующих пяти частей:
1. Математическое обоснование через анализ бесконечно малых и его антиатомистические выводы (против таких материалистов, как Эпикур, Лукреций и Гассенди).
2. Физическое обоснование через теорию жизненных сил с её неявной критикой динамики Декарта, чьи экспериментальные ошибки были показаны самим же Лейбницем.
3. Метафизическое обоснование через принцип достаточного основания, в котором логическая цепочка не может продолжаться бесконечно, а требует начала для каждого события. Ср. Бритва Оккама.
4. Психологическое обоснование через постулирование существования врожденных идей, особенно в книге «Новый опыт о человеческом разуме» Лейбница, которая вдохновила Канта на написание «Критики чистого разума».
5. Биологическое обоснование через преформизм и функциональное разделение в органическом развитии.